# Ixora dolichophylla
Ixora dolichophylla är en måreväxtart som beskrevs av Karl Moritz Schumann. Ixora dolichophylla ingår i släktet Ixora och familjen måreväxter. Inga underarter finns listade i Catalogue of Life.